# Henoteisme
Henoteism (Skabelon:Ety) er tilbedelsen af en enkelt Gud, uden at afvise eksistensen eller den mulige eksistens af andre gudmægtige væsner. Friedrich Schelling fandt på ordet, og Friedrich Welcker brugte det til at beskrive primitiv monoteisme blandt oldtidens grækere.
Max Müller, en tysk filolog og orientalog bragte begrebet i et brede brug, gennem hans forskning i de indiske religioner, især hinduismen, hvis skrifter nævner og roser flere forskellige gudmægtige væsner som om de er en ultimativ samlet guddommelig essens.